# GN-z11
GN-z11はおおぐま座の方向にある高赤方偏移銀河である。GN-z11の分光学的赤方偏移の値は z = 10.957 で、これに基づくと地球からの実際の距離は約320億光年（約98億パーセク）に相当する。2022年4月にさらに赤方偏移が大きい銀河候補天体 HD1 が発見されるまでは観測可能な宇宙において最も古く、また最も遠方にある天体として知られていた。
GN-z11という名称は「Great Observatories Origins Deep Survey-North（GOODS-N）」と呼ばれる観測サーベイの銀河系内の探査フィールド内に位置することと、その高い赤方偏移の値（z = 11）に由来する。GN-z11はビッグバンからわずか4億年後の134億年前には存在していたことが観測で示されている。そのため、GN-z11までの距離は134億光年と記述されることがあるが、これは光行距離であり、現時点での地球からGN z-11までの距離とは異なることに注意が必要である。

## 発見と特性
この銀河はハッブル宇宙望遠鏡を用いて観測を行うCosmic Assembly Near-infrared Deep Extragalactic Legacy Survey（CANDELS）およびスピッツァー宇宙望遠鏡を用いるGreat Observatories Origins Deep Survey-North（GOODS-N）によって得られたデータを研究しているチームによって発見された。研究チームはハッブル宇宙望遠鏡の広視野カメラ3を用いて、分光学的にGN-z11までの距離を測定、すなわち、GN-z11から届いた光を成分色に分離することで、宇宙の膨張によって生じた赤方偏移を測定した。この発見は2016年3月に発表され、この銀河が当初予想していたハッブル宇宙望遠鏡が観測できる距離の限界よりもはるかに遠くに位置していることが明らかになった。GN-z11はそれまで観測されていた天体の中で最古記録を保持していたEGSY8p7よりも約1億5,000万年古く、「いわゆる宇宙の暗黒時代の終わりに非常に近い時期」そして「宇宙の再電離時代の初期」を観測したとされている。しかし、2022年4月にGN-z11よりもさらに遠い約135億光年（実際の距離は約334億光年、赤方偏移は z = 13.27）離れている可能性のある銀河候補天体 HD1 が発見されたことで、GN-z11は観測史上最も遠方にある既知の天体ではなくなっている。
銀河系と比較して大きさは約25分の1、質量は約1%で、約20倍以上ものペースで新たな恒星を形成しているとされている。恒星の年齢は約4,000万年と推定されており、GN-z11は比較的急速に恒星を形成したと見られている。最初の恒星が形成され始めてすぐに非常に大規模な銀河が存在していたという事実は、現在考えられているいくつかの銀河形成モデルに疑問を投げかけることになった。
2020年、W・M・ケック天文台での観測により、GN-z11の2階電離炭素イオンおよび2階電離酸素イオンからの輝線が検出された。これにより赤方偏移が確定し、これまで観測された天体のうちで最も宇宙誕生時に近い時代に位置している天体であることが確認された。